# 羅曼科韋
52°3′7″N 33°51′29″E / 52.05194°N 33.85806°E
羅曼科韋（烏克蘭語：Романькове）是位於烏克蘭東北部的村莊，由蘇梅州紹斯特卡區的赫盧希夫市鎮負責管轄。該村處於克萊姆利亞河左岸，距離多羅申科韋1.5公里，海拔高度182米，2001年人口12。